# Lachnaia hirta
Lachnaia hirta — вид листоїдів з підродини клітріних. Поширений на північно-заході Африці, Піренейськом півострову, півдні Франції, півдні Італії та в Сицилії.